# Sandla
Sandla este o arie protejată (arie specială de conservare — SAC, sit de importanță comunitară — SCI) din Estonia întinsă pe o suprafață de 13,6 ha, integral pe uscat.

## Localizare
Centrul sitului Sandla este situat la coordonatele 58°17′40″N 22°48′37″E / 58.2945°N 22.8103°E.

## Înființare
Situl Sandla a fost declarat sit de importanță comunitară în aprilie 2004 pentru a proteja un număr necunoscut de specii din flora spontană și fauna sălbatică aflate în arealul zonei. Situl a fost protejat și ca arie specială de conservare în mai 2007.

## Biodiversitate
Situată în ecoregiunea boreală, aria protejată conține 2 habitate naturale: Alvar nordic și șisturi calcaroase precambriene, Pășuni din zone de pădure fino-scandinave.
La baza desemnării sitului se află un număr nedeclarat de specii protejate.